# العلاقات اليابانية الميكرونيسية
العلاقات اليابانية الميكرونيسية هي العلاقات الثنائية التي تجمع بين اليابان وولايات ميكرونيسيا المتحدة.

## مقارنة بين البلدين
هذه مقارنة عامة ومرجعية للدولتين:
| وجه المقارنة                                              | اليابان         | ولايات ميكرونيسيا المتحدة |
| --------------------------------------------------------- | --------------- | ------------------------- |
| المساحة (كم2)                                             | 377.97 ألف      | 702                       |
| عدد السكان (نسمة)                                         | 126.79 مليون    | 105.54 ألف                |
| الكثافة السكانية (ن./كم²)                                 | 335.45          | 15.03 ألف                 |
| العاصمة                                                   | طوكيو           | باليكير                   |
| اللغة الرسمية                                             | اللغة اليابانية | لغة إنجليزية              |
| العملة                                                    | ين ياباني       | دولار أمريكي              |
| الناتج المحلي الإجمالي (بليون دولار)                      | 4.87 تريليون    | 336.43 مليون              |
| الناتج المحلي الإجمالي (تعادل القوة الشرائية) بليون دولار | 5.18 تريليون    | 365.27 مليون              |
| الناتج المحلي الإجمالي الاسمي للفرد دولار أمريكي          | 34.52 ألف       | 3.02 ألف                  |
| الناتج المحلي الإجمالي للفرد دولار أمريكي                 | 36.62 ألف       |                           |
| مؤشر التنمية البشرية                                      | 0.903           | 0.640                     |
| رمز المكالمات الدولي                                      | +81             | +691                      |
| رمز الإنترنت                                              | .jp             | .fm                       |
| المنطقة الزمنية                                           | توقيت اليابان   |                           |

## مدن متوأمة
في ما يلي قائمة باتفاقيات التوأمة بين مدن يابانية وميكرونيسية:
- ترتبط كونان مع ولايات ميكرونيسيا المتحدة باتفاقية توأمة منذ 2005.

## منظمات دولية مشتركة
يشترك البلدان في عضوية مجموعة من المنظمات الدولية، منها:
| علم المنظمة | اسم المنظمة                               | تاريخ انضمام اليابان | تاريخ انضمام ولايات ميكرونيسيا المتحدة |
| ----------- | ----------------------------------------- | -------------------- | -------------------------------------- |
|             | يونسكو                                    | 2 يوليو 1951         | 19 أكتوبر 1999                         |
|             | مؤسسة التمويل الدولية                     | 20 يوليو 1956        | 24 يونيو 1993                          |
|             | بنك التنمية الآسيوي                       | 1966                 | 1990                                   |
|             | المركز الدولي لتسوية المنازعات الاستشارية | 16 سبتمبر 1967       | 24 يوليو 1993                          |
|             | منظمة حظر الأسلحة الكيميائية              | ?                    | ?                                      |
|             | مؤسسة التنمية الدولية                     | 27 ديسمبر 1960       | 24 يونيو 1993                          |
|             | وكالة ضمان الاستثمار متعدد الأطراف        | 12 أبريل 1988        | 11 أغسطس 1993                          |
|             | الاتحاد الدولي للاتصالات                  | 29 يناير 1879        | 18 مارس 1993                           |
|             | الأمم المتحدة                             | 18 ديسمبر 1956       | 17 سبتمبر 1991                         |
|             | البنك الدولي للإنشاء والتعمير             | 13 أغسطس 1952        | 24 يونيو 1993                          |

## وصلات خارجية
- موقع وزارة الخارجية اليابانية